# Пантелија Јаковљевић
Пантелија (Панта) Јаковљевић (Бачки Петровац, 1913 — Београд, 1990) био је српски грађевински инжењер.

## Биографија
Као грађевински инжењер је до 1944. градио железничке пруге по Србији. Био је помоћник министра грађевине СР Србије (1947—1950). Од значајнијих пројеката, руководио је градњама: моста преко Дунава у Новом Саду (1944), ХЕ „Зворник“ (1951—1953), Лимске ХЕ (1955—1961), Канал Дунав—Тиса—Дунав. Године 1961. постављен је за генералног директора Предузећа у изградњи хидроенергетског и пловидбеног система „Ђердап“. Пантелија Јаковљевић је зауставио Дунав у његовом вековном протицању кроз Ђердапску клисуру, саградивши ХЕ „Ђердап 1“, једну од највећих у Европи и свету, те је тако остао запамћен у светском градитељству. Учествовао је у изградњи ХЕ „Ђердап 2“, од идеје до коначног завршетка. Учествовао је у настајању ХЕ „Ђердап 2“, од идеје до коначног завршетка. У завештај је оставио пројекат акумулационе ХЕ „Ђердап 3“ којим се решавају енергетска питања југоисточног дела евро-региона. Светску репутацију, пуну стручну и научну зрелост и свој стваралачки зенит после свих својих дела, достигао је за својих 17 година рада на електранама система „Ђердап“. Добио је највећа друштвена признања, међу којима награду АВНОЈ-а, Ореден рада са златним венцима (СФРЈ-Румунија).